# Cunami
Cunámi (tsunámi) (iz japonščine 津波, pristaniščni val) je val na morski gladini ali skupina takšnih valov, ki nastanejo zaradi potresa, zdrsa zemeljskih tal, ognjeniškega delovanja ali padca meteorita v morje ali blizu morja. Cunamije včasih imenujejo plimni val, ker pogosto res bolj spominjajo na naraščanje morja ob plimi kot pa na lomljenje običajnih valov ob obali. Kljub vsemu pa je izraz zavajajoč, saj cunamijev ne povzroča bibavica, zato ga oceanografi zavračajo. Čeprav je res tudi, da nimajo cunamiji navadno nič skupnega s pristanišči – navzlic prevodu japonskega izraza – pa se izraz »cunami« danes uporablja izključno za prej omenjene valove ob izrivu večjih količin morske vode in je zato pravilnejši.

## Fizika cunamijev
V globoki vodi se energija cunamija ohranja, odvisna je od njegove višine in hitrosti. Cunamiji imajo zelo veliko valovno dolžino (reda velikosti 100 km), kar je vedno dosti več od globine morja. Zato se vedno, tudi na odprtem oceanu, obnašajo kot valovi v plitvi vodi. Hitrost valov v plitvi vodi je enaka {\displaystyle {\sqrt {gd}}}, pri čemer je g težnostni pospešek, d pa globina vode. Sredi oceana lahko zato cunami doseže hitrost 800 km/h ali več. Kljub temu tam cunamija morda sploh ne bi zaznali. Ko pa se cunami približa obali, se njegova višina poveča, hitrost pa zmanjša. Valovi višine do 30m so uničujoči za obalna naselja celo v primerih, ko potresa, ki je vzrok cunamija, brez instrumentov sploh ne zaznamo. 
Ker se seizmični valovi širijo hitreje od cunamija, imajo v krajih tisoče kilometrov oddaljenih od epicentra včasih nekaj ur časa za evakuacijo pred rušilnim cunamijem. Na tem dejstvu sloni služba za alarmiranje ob tihomorski obali, kjer so cunamiji najpogostejši.
Običajno se gladina morja tik pred visokim valom cunamija zniža (»dolina« vala), kar je tudi opozorilni znak za umik na varno.

## Znani cunamiji
Največje število cunamijev se pojavlja ob obalah Tihega oceana, saj v njem najpogosteje prihaja do vertikalnih prelomov tal, ki so posledica seizmičnega delovanja. Za »državo cunamijev« štejemo Japonsko, zanje celo uporabljamo japonsko ime.
Najvišji zabeležen val je nastal v ozkem ledeniškem zalivu na Aljaski leta 1959.